# Ptérela
Ptérela, Ptérelas, Ptérelo ou Pterelau, na mitologia grega, foi um rei de Tafos
Tafos, um reino insular, localizado nas ilhas Equínadas, foi fundado por Tafos, filho de Posidão e de Hipótoe, filha de Mestor e Lisídice.
Ptérela foi o filho e sucessor de Tafos, e tinha um cabelo de ouro , presente de Posidão, que o tornava imortal.
Ptérela teve cinco filhos, Crômio, Tirano, Antíoco, Quersidamas, Mestor e Everes.
Quando Electrião reinava em Micenas, os filhos de Ptérela atacaram Micenas, reivindicando como sua, por causa de seu ancestral Mestor. Na guerra, morreram quase todos os filhos de Electrião e de Ptérela, do primeiro apenas sobrevivendo Licímnio, e do segundo Everes, que tomou conta dos navios. Electrião tentou se vingar, mas foi morto, acidentalmente, por Anfitrião; o reino passou para Estênelo, que baniu Anfitrião.
Anfitrião foi com Alcmena e Licímnio para Tebas, onde foi purificado por Creonte; após livrar Tebas de uma raposa, obteve ajuda de Creonte em uma expedição contra os teleboanos.
Anfitrião e seus aliados, Céfalo, de Tórico da Ática, Panopeu da Fócida, Heleu, filho de Perseu, de Helos da Argólida e Creonte, de Tebas, devastaram as ilhas dos habitantes de Tafos, mas enquanto Ptérela vivesse, não conseguiriam capturar Tafos.
Cometo, filha de Ptérela, se apaixonou por Anfitrião, e tirou o cabelo de ouro de Ptérela, causando sua morte. Anfitrião matou Cometo e levou seu corpo para Tebas, distribuindo as ilhas entre Heleu e Céfalo, que fundaram cidades com seus nomes e reinaram nelas.
Foi durante a campanha de Anfitrião que Zeus, assumindo a forma de Anfitrião, se deitou com Alcmena, em uma noite que ele prolongou para durar o triplo do tempo.